# حقائب الذاكرة
حقائب الذاكرة رواية للروائي اللبناني شربل قطان. صدرت الرواية لأوّل مرة عام 2010 عن مؤسسة نوفل في بيروت. ودخلت في القائمة الطويلة للجائزة العالمية للرواية العربية لعام 2012، المعروفة باسم «جائزة بوكر العربية».

## حول الرواية
يروي الكاتب اللبناني «شربل قطان» في هذه الرواية حكاية «إيهاب علام» ومطار بيروت والحقائب الضائعة، حيث يتم البحث عن أصحابها والاتصال بهم٬ فإما أن يأتوا لأخذها٬ وإما أن تبقى «منسية» في المستودعات. هناك «اليتامى» منها أيضًا، وهي حقائب لم ينجح الموظفون في التعرف على أصحابها، حتى وصل إيهاب علام إلى قسم الجمارك، فيقرر هذا الموظف الجديد، الذي فقد أباه وهو طفل في ظروف غامضة في بداية الحرب الأهلية اللبنانية، وكرّس حياته للبحث عنه، أن يحل لغز «يتامى» المطار الخمس. داخل كل حقيبة حكاية، ترويها الأشياء لمن يُحسن الإنصات إليها، ومع اكتشاف صاحب كل حقيبة، تكتمل قصة مختلفة، عُلّق مصيرها في فصل من فصول الحرب. في خضم البحث عن الآخر٬ يجد إيهاب ذاته، وفي استعادته طفولته، يدرك كنه الحياة: يستعيد الأمل، ويمتحن الصداقة، ويكتشف الحب، فتكتمل أيضا حكايته.